# The RuPaul Show
The RuPaul Show ist eine US-amerikanische Talkshow, die vom Oktober 1996 bis September 1998 auf dem Sender VH1 lief. Sie wurde von der Dragqueen RuPaul moderiert. Die Show hatte viele berühmte Musikgäste und galt als eine der ersten Shows im nationalen Fernsehprogramm der Vereinigten Staaten die von einem offen homosexuellen Gastgeber moderiert wurde. Co-Gastgeberin war die frühere Sängerin und spätere Radiomoderatorin Michelle Visage.

## Die Sendung
RuPaul Charles veranstaltete 100 Episoden dieser VH1 Talk-Show, inklusive des „Ho Ho Ho...A RuPaul Christmas Special“. In der Tradition der Varietévorführungen der 1970er Jahre eröffnete RuPaul jede Episode durch das Betreten der Bühne durch einen schrillen Dekoeingang, ging den Laufsteg hinunter und sang ein oder zwei Verse eines Liedes. Hierbei wurde sie von zwei männlichen Tänzern begleitet. Danach fragte RuPaul das Publikum, wie sie ihr Outfit mochten, welches unter anderem von David Dalrymple oder Mathu & Zaldy stammte, und zeigte ihnen die Vorder- und Rückseite ihres Kleides und ging dann zur Couch für das Gespräch.
Die Show zeigte RuPaul beim Interviewen verschiedener Berühmtheiten. Zusätzlich zu Interviews enthielt die Show lustige Sketche und Berichte.

## Gäste
Gäste in der Sendung waren:
- Beatrice Arthur
- Backstreet Boys
- Pat Benatar
- Sandra Bernhard
- Linda Blair
- Laura Branigan
- Pete Burns
- Cher
- Gary Coleman
- Christina Crawford
- Crystal Gayle
- Gloria Gaynor
- Whoopi Goldberg
- Pam Grier
- Deborah Harry
- Heart
- Rick James
- Chaka Khan
- Eartha Kitt
- Patti LaBelle
- Cyndi Lauper
- Lil’ Kim
- Little Richard
- Maureen McCormick
- Tamara Faye Messner
- Mary Tyler Moore
- *NSYNC
- Olivia Newton-John
- Holly Robinson Peete
- Cassandra Peterson
- Buster Poindexter
- Dennis Rodman
- Esther Rolle
- Diana Ross
- SWV
- Sister Hazel
- Sister Sledge
- Anna Nicole Smith
- Suzanne Somers
- Dionne Warwick
- John Waters
- Jody Watley
- Veronica Webb
- Adam West
- Vanna White